# Shooter
Shooter är en amerikansk film från 2007.

## Handling
Filmen handlar om Bob Lee Swagger, en före detta militär prickskytt. Han har "gömt sig" i bergen tills en dag då några FBI-agenter hittar honom och ber honom om en tjänst. Han ska hjälpa agenterna att lista ut varifrån en prickskytt skulle skjuta ifrån om han skulle skjuta presidenten. Men en sammansvärjning ligger och väntar och ett mer komplext samband spelas upp ju längre in i filmen man kommer.

## Om filmen
Shooter regisserades av Antoine Fuqua.

## Rollista (urval)
- Mark Wahlberg - Bob Lee Swagger
- Michael Peña - Nick Memphis
- Danny Glover - Colonel Isaac Johnson
- Kate Mara - Sarah Fenn
- Elias Koteas - Jack Payne
- Rhona Mitra - Alourdes Galindo
- Jonathan Walker - Louis Dobbler
- Justin Louis - Howard Purnell
- Ned Beatty - Charles F. Meachum, Montana senator
- Levon Helm - Mr. Rate